# Olimpiai bajnok biatlonisták listája

Az alábbi táblázatok a biatlon vagy sportlövészet olimpiai bajnokait tartalmazzák.

## Férfiak

### 10 km, 20 km, 4×7,5 km
| Év, helyszín        | 10 km                | 10 km         | 20 km                | 20 km         | 4×7,5 km                                                                     | 4×7,5 km    |
| ------------------- | -------------------- | ------------- | -------------------- | ------------- | ---------------------------------------------------------------------------- | ----------- |
| 1960 Squaw Valley   |                      |               | Klas Lestander       | Finnország    |                                                                              |             |
| 1964 Innsbruck      |                      |               | Vlagyimir Melanyin   | Szovjetunió   |                                                                              |             |
| 1968 Grenoble       |                      |               | Magnar Solberg       | Norvégia      | Vlagyimir Gundarcev, Viktor Mamatov, Nyikolaj Puzanov, Alekszandr Tyihonov   | Szovjetunió |
| 1972 Szapporo       |                      |               | Magnar Solberg       | Norvégia      | Ivan Bjakov, Viktor Mamatov, Rinat Szafin, Alekszandr Tyihonov               | Szovjetunió |
| 1976 Innsbruck      |                      |               | Nyikolaj Kruglov     | Szovjetunió   | Ivan Bjakov, Alekszandr Jelizarov, Nyikolaj Kruglov, Alekszandr Tyihonov     | Szovjetunió |
| 1980 Lake Placid    | Frank Ullrich        | NDK           | Anatolij Aljabjev    | Szovjetunió   | Vlagyimir Alikin, Anatolij Aljabjev, Vlagyimir Barnasov, Alekszandr Tyihonov | Szovjetunió |
| 1984 Szarajevó      | Eirik Kvalfoss       | Norvégia      | Peter Angerer        | NSZK          | Szergej Buligin, Jurij Kaskarov, Algimantasz Salna, Dmitrij Vasziljev        | Szovjetunió |
| 1988 Calgary        | Frank-Peter Rötsch   | NDK           | Frank-Peter Rötsch   | NDK           | Szergej Csepikov, Valerij Medvedcev, Alekszandr Popov, Dmitrij Vasziljev     | Szovjetunió |
| 1992 Albertville    | Mark Kirchner        | Németország   | Jevgenyij Redkin     | Szovjetunió   | Fritz Fischer, Ricco Groß, Mark Kirchner, Jens Steinigen                     | Németország |
| 1994 Lillehammer    | Szergej Csepikov     | Oroszország   | Szergej Taraszov     | Oroszország   | Sven Fischer, Ricco Groß, Mark Kirchner, Frank Luck                          | Németország |
| 1998 Nagano         | Ole Einar Bjørndalen | Norvégia      | Halvard Hanevold     | Németország   | Sven Fischer, Ricco Groß, Frank Luck, Peter Sendel                           | Németország |
| 2002 Salt Lake City | Ole Einar Bjørndalen | Norvégia      | Ole Einar Bjørndalen | Norvégia      | Halvard Hanevold, Frode Andresen, Egil Gjelland, Ole Einar Bjørndalen        | Norvégia    |
| 2006 Torino         | Sven Fischer         | Németország   | Michael Greis        | Németország   | Ricco Groß, Michael Rösch, Sven Fischer, Michael Greis                       | Németország |
| 2010 Vancouver      | Vincent Jay          | Franciaország | Emil Hegle Svendsen  | Norvégia      | Halvard Hanevold, Tarjei Boe, Emil Hegle Svendsen, Ole Einar Bjørndalen      | Norvégia    |
| 2014 Szocsi         | Ole Einar Bjørndalen | Norvégia      | Martin Fourcade      | Franciaország | Dmitrij Malisko, Anton Sipulin, Jevgenyij Usztjugov, Alekszej Volkov         | Oroszország |
| 2018 Phjongcshang   |                      |               |                      |               |                                                                              |             |

### 12,5 km, 15 km
| Év, helyszín      | 12,5 km              | 12,5 km       | 15 km               | 15 km       |
| ----------------- | -------------------- | ------------- | ------------------- | ----------- |
| 2002 Lake Placid  | Ole Einar Bjørndalen | Norvégia      |                     |             |
| 2006 Torino       | Vincent Defrasne     | Franciaország | Michael Greis       | Németország |
| 2010 Vancouver    | Björn Ferry          | Svédország    | Jevgenyij Usztjugov | Oroszország |
| 2014 Szocsi       | Martin Fourcade      | Franciaország | Emil Hegle Svendsen | Norvégia    |
| 2018 Phjongcshang |                      |               |                     |             |

## Nők

### 7,5 km, 15 km, 4×6 km
* 3×7,5 km; ** 4×7,5 km

| Év, helyszín      | 7,5 km                  | 7,5 km        | 15 km                | 15 km            | 4×6 km                                                                    | 4×6 km        |
| ----------------- | ----------------------- | ------------- | -------------------- | ---------------- | ------------------------------------------------------------------------- | ------------- |
| 1992 Albertville  | Anfisza Reszcova        | FÁK           | Antje Misersky       | Németország      | *Corinne Niogret, Véronique Claudel, Anne Briand                          | Franciaország |
| 1994 Lillehammer  | Myriam Bedard           | Kanada        | Myriam Bedard        | Kanada           | **Lujza Noszkova, Antisza Rezcova, Natalja Sznyityina, Nagyezsda Talanova | Oroszország   |
| 1998 Nagano       | Galina Kukleva          | Oroszország   | Ekaterina Dafovszka  | Bulgária         | **Katrin Apel, Petra Behle, Uschi Disl, Martina Zellner                   | Németország   |
| 2002 Lake Placid  | Kati Wilhelm            | Németország   | Andrea Henkel        | Németország      | **Katrin Apel, Uschi Disl, Andrea Henkel, Kati Wilhelm                    | Németország   |
| 2006 Torino       | Florence Baverel-Robert | Franciaország | Szvetlana Ismuratova | Oroszország      | Anna Bogali, Szvetlana Ismuratova, Olga Zajceva, Albina Ahatova           | Oroszország   |
| 2010 Vancouver    | Anastazia Kuzmina       | Szlovákia     | Tora Berger          | Norvégia         | Szvetlana Szlepcova, Anna Bogali-Tyitovec, Olga Medvedceva, Olga Zajceva  | Oroszország   |
| 2014 Szocsi       | Anastazia Kuzmina       | Szlovákia     | Darja Domracsava     | Fehéroroszország | Julija Dzsima, Olena Pidrusna, Valj Szemerenko, Vita Szemerenko           | Ukrajna       |
| 2018 Phjongcshang |                         |               |                      |                  |                                                                           |               |

### 10 km, 12,5 km
| Év, helyszín      | 10 km            | 10 km            | 12,5 km             | 12,5 km          |
| ----------------- | ---------------- | ---------------- | ------------------- | ---------------- |
| 2002 Lake Placid  | Olga Pileva      | Oroszország      |                     |                  |
| 2006 Torino       | Kati Wilhelm     | Németország      | Anna Carin Olofsson | Svédország       |
| 2010 Vancouver    | Magdalena Neuner | Németország      | Magdalena Neuner    | Németország      |
| 2014 Szocsi       | Darja Domracsava | Fehéroroszország | Darja Domracsava    | Fehéroroszország |
| 2018 Phjongcshang |                  |                  |                     |                  |

## Vegyes váltó
| Év, helyszín      | Vegyes váltó (2×6 km női + 2×7,5 km férfi)                            | Vegyes váltó (2×6 km női + 2×7,5 km férfi) |
| ----------------- | --------------------------------------------------------------------- | ------------------------------------------ |
| 2014 Szocsi       | Tora Berger, Ole Einar Bjørndalen, Tiril Eckhoff, Emil Hegle Svendsen | Norvégia                                   |
| 2018 Phjongcshang |                                                                       |                                            |